# Quercus ningqiangensis
Quercus ningqiangensis — вид рослин з родини букових (Fagaceae), ендемік Китаю.

## Поширення й екологія
Ендемік південно-східного Китаю. Ймовірно, зростає в субтропічних або помірних гірських лісах.